# Natalie Evans
Natalie Evans, baronessa Evans of Bowes Park (ur. 29 listopada 1975) – brytyjska polityk, członek Partii Konserwatywnej, od 2014  dożywotni członek Izby Lordów, w latach 2016-2022 przewodnicząca Izby Lordów oraz Lord tajnej pieczęci.

## Życiorys
Urodziła się 29 listopada 1975. Ukończyła studia z dziedziny nauk społecznych i politycznych na Murray Edwards College w Cambridge .
12 września 2014 została dożywotnim członkiem Izby Lordów jako Baroness Evans of Bowes Park. 14 lipca 2016 została mianowana przewodniczącą Izby Lordów przez ówczesną premier, Theresę May. Utrzymała stanowisko po zmianie premiera na Borisa Johnsona. Pełniła funkcję do 6 września 2022 r.

## Życie prywatne
Jest żoną Jamesa Wilda, posła do Izby Gmin z okręgu North West Norfolk.